# Le Mage (Quête des Elfes)
Le Mage dans La Quête des Elfes est un personnage de bande dessinée en français, dessinée par Wendy et Richard Pini éditée par Goupil éditeur. 

## Histoire
C'est le personnage numéro deux, un des jeunes qui ont repris leur communauté en main.
Il est spécialisé dans ce qui est technologique, les soins, dans ce contexte magique, il découvre entre autres le magnétisme, la boussole.
C'est le confident et l'ami de Fine-Lame.